# Marriage Story
Marriage Story és una comèdia dramàtica estatunidenca del 2019, escrita i dirigida per Noah Baumbach, protagonitzada per Scarlett Johansson, Adam Driver i Laura Dern, produïda per Netflix. Es va estrenar a la Mostra de Cinema de Venècia 2019.

## Argument
El film ens narra el procés de divorci entre un director de teatre, en Charlie (Adam Driver) i una actriu, la Nicole (Scarlett Johansson). La parella viu a Nova York amb el seu fill petit Henry (Azhy Robertson). Tot i que inicialment han decidit no utilitzar advocats i optar per la mediació perquè tot resulti més fàcil per a en Henry, a la Nicole li ofereixen el pilot d'una sèrie de televisió a Los Angeles, on anirà a viure a casa de la seva mare, la Sandra (Julie Hagerty), acompanyada del seu fill.
A Los Angeles, una companya de feina recomana a la Nicole una advocada especialitzada en divorcis, la Nora Fanshaw (Laura Dern). Amb l'entrada dels advocats, els esdeveniments es compliquen.

## Repartiment
- Scarlett Johansson: Nicole
- Adam Driver: Charlie
- Laura Dern: Nora Fanshaw, advocada de la Nicole
- Alan Alda: Bert Spitz, primer advocat d'en Charlie
- Ray Liotta: Jay Marotta, segon advocat d'en Charlie
- Azhy Robertson: Henry, fill de la Nicole i en Charlie
- Merritt Wever: Cassie, germana de la Nicole
- Mark O'Brien: Carter
- Matthew Shear: Terry
- Brooke Bloom: Mary Ann
- Kyle Bornheimer: Ted
- Mickey Sumner: Beth
- Julie Hagerty: Sandra, mare de la Nicole
- Wallace Shawn: Frank
- Martha Kelly: Nancy Katza, l'avaluadora
- Rich Fulcher: jutge
- Hanna Dunne: Agnes
- Roslyn Ruff: Donna
- Sarah Jones: Carol

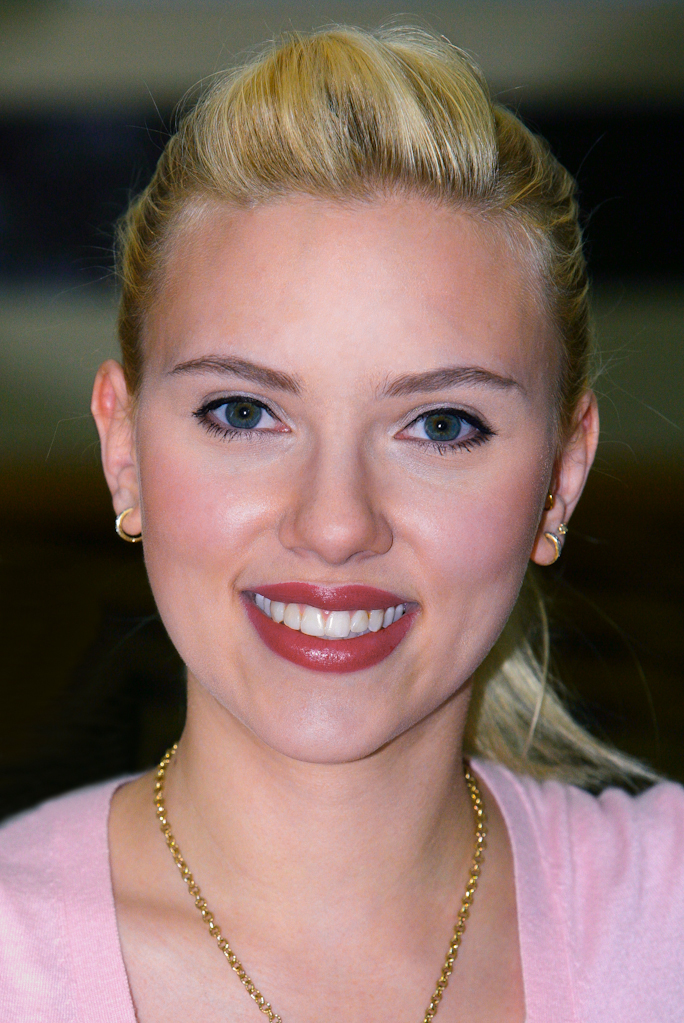
Scarlett Johansson
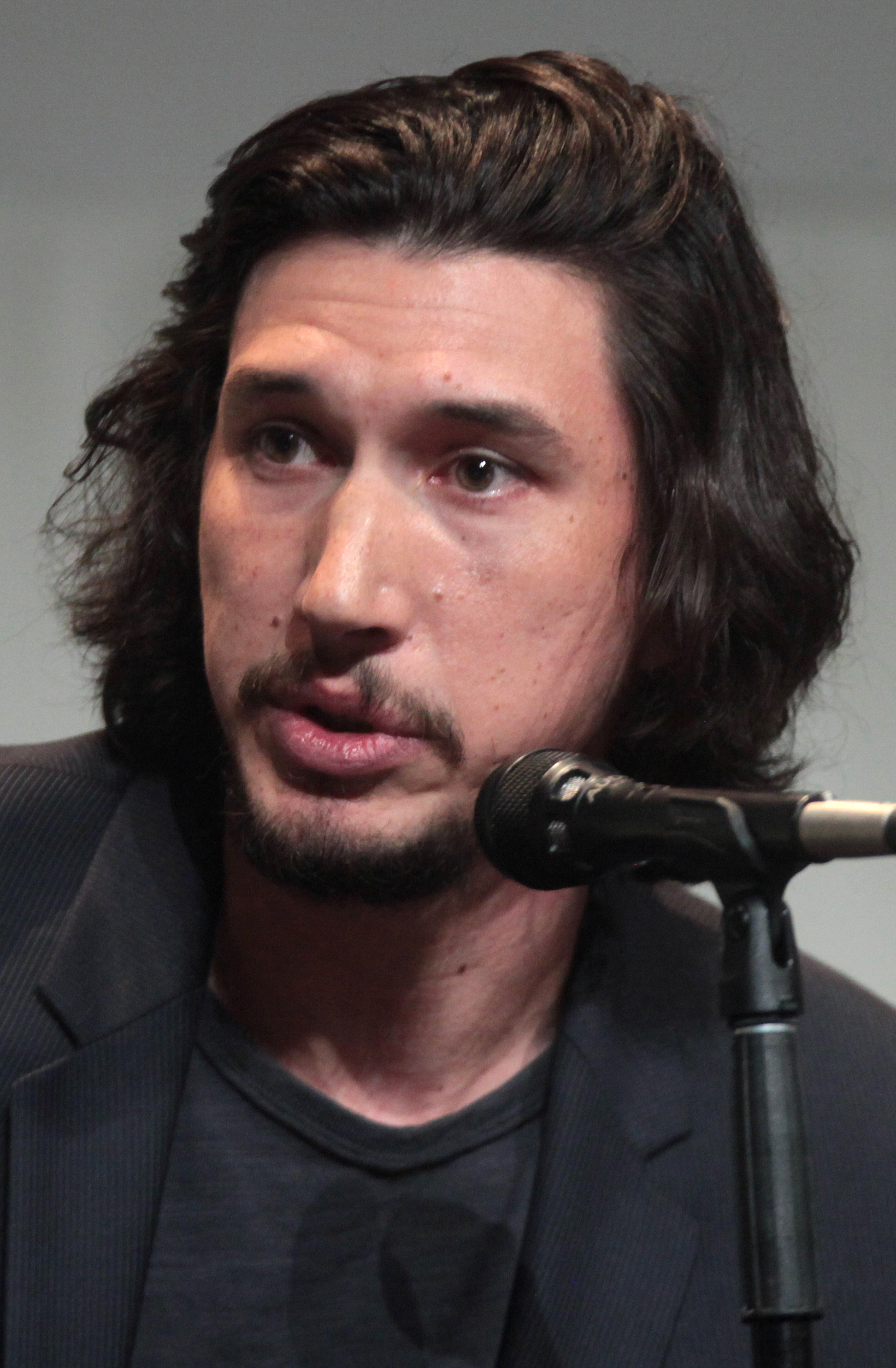
Adam Driver
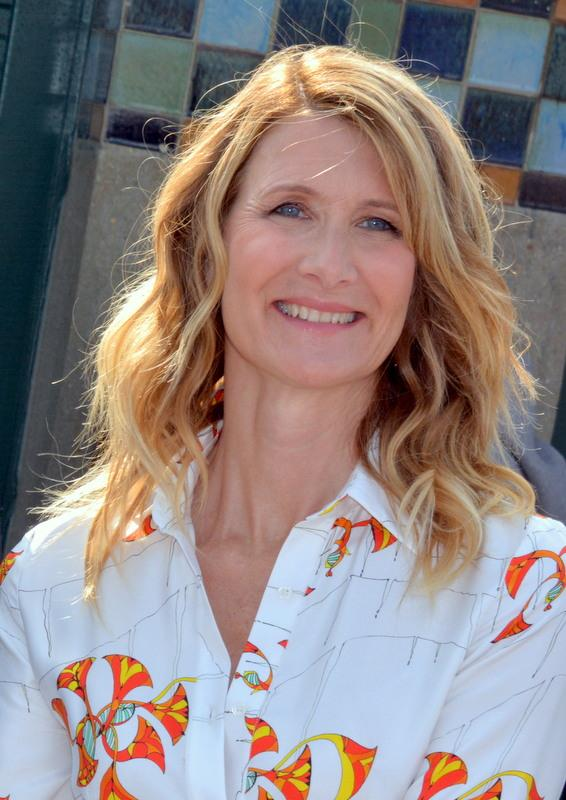
Laura Dern

## Al voltant de la pel·lícula
Noah Baumbach (director de films independents del cinema estatunidenc com Frances Ha, Mistress America, amb guions compartits i protagonitzats per la seva parella actual Greta Gerwig) explora fins als últims detalls el procés de separació de la parella protagonista. Les seqüències on es desenvolupen les sessions de mediació, la planificació d'estratègies amb els advocats per poder guanyar en cas de judici, l'evolució emocional del personatges amb escenes on esclaten tots els sentiments acumulats, permeten catalogar la pel·lícula com una barreja entre drama familiar, drama judicial i comèdia.
Marriage Story es va estrenar a la Mostra de Cinema de Venècia el 29 d'agost de 2019, també es va projectar al Telluride Film Festival de Colorado el 31 d'agost del 2019 i al Festival Internacional de Cinema de Toronto el 8 de setembre del 2019, on hi va obtenir el Premi del Públic.

### Crítiques
Una mirada incisiva sobre el matrimoni i la convivència familiar, segons la productora Netflix i que alguns consideren que s'hauria de poder veure més en els cinemes, com el crític canadenc Norman Wilner: "Una de les millors pel·lícules de l'any i és una vergonya que la gent la veurà a Netflix. Es necessita experimentar a les fosques, amb una multitud mantenint la respiració junts". Al lloc web de revisions de crítiques Rotten Tomatoes, el llargmetratge obté una qualificació d'aprovació del 95% basada en 327 ressenyes, amb una valoració mitja de 8,91/10, amb consens considerant-la una de les millors realitzacions de Noah Baumbach.

### Nominacions i Premis
La pel·lícula va rebre sis principals nominacions als Globus d'Or, incloent-hi la millor pel·lícula cinematogràfica-Drama. Va obtenir el Premi a la millor actriu secundària per Laura Dern.
El paper de Nora Fanshaw, advocada de la Nicole interpretat per Laura Dern va ser reconegut també amb el Bafta a la millor actriu secundària en la 73a edició dels premis de l'Acadèmia Britànica i l'Oscar a la millor actriu de repartiment.